# امید (فیلم ۱۳۷۰)
امید فیلمی به کارگردانی حبیب کاووش و نویسندگی فرید مصطفوی محصول سال ۱۳۷۰ است.

## خلاصه فیلم
دکتر امید که پزشک جوانی است به دختری علاقه‌مند می‌شود. دختر که سرو وضع و تحصیلات خوبی دارد با امکانات پرورشگاه رشد و تحصیل کرده است. او وضعیت خانوادگی اش را از دکتر امید پنهان می‌کند. سرنوشت بدفرجام یکی از دوستان دختر، که وضعی شبیه او داشته، او را بیش از پیش از واگویی حقیقت می‌ترساند.

## بازیگران
- نسرین مقانلو
- علی مصفا
- سوسن سلیمی
- مهرداد بختیاری
- فرهاد محبت
- سیما رحمانی
- حسن خزوند
- فرانک آراسته جو
- کتایون سیاف
- فوژان تنباکویی
- مهتاب پیوندی
- شراره مهاجر
- ندا شهبازی
- علی گنجی
- مهرآور جعفرآبادی
- علیرضا نائینی
- سعید دلیری
- یوسف پورسیامی
- افسانه حشمتی